# Martín de la Jara
Martín de la Jara – gmina w Hiszpanii, w prowincji Sewilla, w Andaluzji, o powierzchni 49,8 km². W 2011 roku gmina liczyła 2812 mieszkańców.